# 데이원컴퍼니
데이원컴퍼니(Day1Company Inc.)는 대한민국의 성인 실무 온라인 클래스 플랫폼 기업이다. 본사는 서울특별시 강남구 강남대로 364 (역삼동, 미왕빌딩) 10,11,15층에 위치해 있다. 대표이사는 박지웅, 이강민이다.

## 역사
2013년 스타트업 지주회사인 패스트트랙아시아 사내벤처로 시작하여 2017년 패스트트랙아시아로부터 패스트캠퍼스로 분사한 후 2021년 현재의 사명으로 변경했다.

## 브랜드
- 패스트캠퍼스
- 레모네이드
- 콜로소
- 스노우볼

## 상장
2024년 주관사는 미래에셋증권과 삼성증권으로 코스닥 시장에 상장할 예정이다.

## 참고 문헌
1. ↑  배동주, ‘네카라쿠배 인재 양성소’ 데이원컴퍼니도 IPO 나선다… “연내 상장 목표”, 조선비즈, 2024.01.05
2. ↑  이종혜, 데이원컴퍼니 상장 예심 통과…4년만 VC 회수 기대, 뉴시스, 2024.08.26
3. ↑  류병화, 박지웅 데이원컴퍼니 의장 “리·업스킬 필수…조단위 성인교육 시장 잡겠다”, 모바일한경, 2023-09-12
4. ↑  장유하, 이강민 데이원컴퍼니 대표 "교육업 성장 가능성 증명할 것", 파이낸셜뉴스, 2024.07.14
5. ↑  상장 추진 데이원컴퍼니, 해결해야 할 숙제는, 탑데일리, 2024년 11월